# Kamerik-Mijzijde en 's-Gravesloot
Kamerik-Mijzijde en 's-Gravesloot is een voormalig waterschap en poldergebied in de provincie Utrecht ten westen van Woerden. Het waterschap was samengesteld uit 2 polders:
- Polder 's-Gravesloot
- Kamerik-Mijzijde polder

De polder valt onder waterschap De Stichtse Rijnlanden. Tot 1975 werd het waterbeheer uitgevoerd door Groot-Waterschap van Woerden.